# Mannin Moar 1933
Mannin Moar 1933 je bila osemnajsta neprvenstvena dirka v sezoni Velikih nagrad 1933. Odvijala se je 14. julija 1933 v Douglasu na britanskem otoku Man.

## Rezultati

### Dirka
| Poz | Št | Dirkač                                   | Moštvo    | Dirkalnik        | Krogi | Čas/Odstop | Št. m. |
| --- | -- | ---------------------------------------- | --------- | ---------------- | ----- | ---------- | ------ |
| 1   | 6  | Brian Lewis                              | Privatnik | Alfa Romeo Monza | 50    | 3:34:52    | 1      |
| 2   | 9  | Tim Rose-Richards Richard Shuttleworth   | Privatnik | Bugatti T54      | 50    | 3:36:57    | 3      |
| 3   | 11 | George Eyston                            | Privatnik | Alfa Romeo Monza | 50    | 3:38:57    | 4      |
| 4   | 14 | Kaye Don                                 | Privatnik | Alfa Romeo Monza | 49    | +1 krog    | 9      |
| Ods | 10 | T.A.S.O. Mathieson                       | Privatnik | Bugatti T35C     | 42    | Trčenje    | 6      |
| Ods | 1  | Bob Lace                                 | Privatnik | Invicta          | 37    | Trčenje    | 8      |
| Ods | 3  | Charles Brackenbury Richard Shuttleworth | Privatnik | Bugatti T51      | 35    | Trčenje    | 2      |
| Ods | 5  | Tim Fotheringham                         | Privatnik | Bugatti T35B     | 10    |            | 5      |
| Ods | 12 | Lindsay Eccles                           | Privatnik | Bugatti T51      | 4     | Trčenje    | 7      |